# Villalier
Villalier település Franciaországban, Aude megyében. Lakosainak száma 968 fő (2022. január 1.). Villalier Bagnoles, Bouilhonnac, Conques-sur-Orbiel, Malves-en-Minervois, Villedubert és Villemoustaussou községekkel határos.

## Népesség
A település népessége az elmúlt években az alábbi módon változott:
| Lakosok száma | 602  | 806  | 923  | 831  | 1018 | 1038 | 1004 | 986  | 970  | 968  |
|               | 1968 | 1982 | 1990 | 2006 | 2013 | 2015 | 2017 | 2019 | 2020 | 2022 |